# Powell (Teksas)
Powell – miasto w Stanach Zjednoczonych, w stanie Teksas, w hrabstwie Navarro.